# Tyranneau d'Oustalet
Phylloscartes oustaleti
Espèce
Statut de conservation UICN

 LC  : Préoccupation mineure
Le Tyranneau d'Oustalet (Phylloscartes oustaleti) est une espèce de passereau de la famille des Tyrannidae,. Il a été nommé en hommage à Émile Oustalet (1844-1905), zoologiste français.

## Distribution
Cet oiseau vit dans au sud-est du Brésil (de l'Espírito Santo à l'est de l'État de Santa Catarina),,.

## Systématique
Cette espèce est monotypique selon la classification de référence du Congrès ornithologique international (version 9.1, 2019).